# Litopus superbus
Litopus superbus är en skalbaggsart. Litopus superbus ingår i släktet Litopus och familjen långhorningar.

## Underarter
Arten delas in i följande underarter:
- L. s. superbus
- L. s. virens